# Leptonychia densivenia
Leptonychia densivenia är en malvaväxtart som beskrevs av Adolf Engler och K. Krause.. Leptonychia densivenia ingår i släktet Leptonychia och familjen malvaväxter. Inga underarter finns listade i Catalogue of Life.